# Timabiara bahiensis
Timabiara bahiensis är en skalbaggsart som beskrevs av Dilma Solange Napp och Jose R.M. Mermudes 2001. Timabiara bahiensis ingår i släktet Timabiara och familjen långhorningar. Inga underarter finns listade i Catalogue of Life.